# André Devaux
Jean André Devaux (Laon, 4 agosto 1894 – Chaumont, 28 febbraio 1981) è stato un velocista francese, specializzato nei 400 metri piani.

## Palmarès

### Olimpiadi
- Bronzo a Anversa 1920 nella staffetta 4×400 metri.